# 3 Out of 5 Live
3 Out of 5 Live es un EP de la banda de rock estadounidense What Is This? lanzado en 1985. Tres de sus cinco temas son canciones tocadas en vivo, de ahí el nombre del álbum. Fue el último disco de la banda antes de su separación.

## Listado de canciones
1. "Dreams of Heaven" (Live)
2. "I'll Be Around" (Live)
3. "Mind My Have Still I" (Live)
4. "Dreams of Heaven"
5. "I'll Be Around" (Rock Edit)

## Miembros
- Alain Johannes: Vocalista
- Hillel Slovak: Guitarra
- Chris Hutchinson: Bajo
- Jack Irons: Batería

- Datos: Q930002